# يوليو 2006
يوليو 2006 هو الشهر السابع من عام 2006، بدأ يوم السبت، وأنتهى يوم الأثنين، وأمتد لواحد وثلاثين يومًا.

## بوابة:أحداث جارية
| \| 2 يوليو 2006 (الأحد) \| عدل \| تاريخ \| راقب \| تصفح \| |     |       |      |      |
| - ناشد رئيس الوزراء الفلسطيني إسماعيل هنية المجتمع الدولي العمل على أن توقف إسرائيل هجماتها على قطاع غزة أثناء قيامه بزيارة مقر حكومته الذي تعرض لقصف مروحيات إسرائيلية جاء هذا التطور بالرغم من إعلان الرئيس الفلسطيني محمود عباس في مؤتمر صحفي عقده مساء السبت أن جهود الوساطة لا تزال قائمة من أجل الإفراج عن الجندي الإسرائيلي المختطف منذ يوم الأحد الماضي. (بي بي سي) - رفض البيت الأبيض تحذير أسامة بن لادن، زعيم تنظيم القاعدة المطارد، شيعة العراق من مهاجمة السنة وقال مسؤول للبيت الأبيض إنه إذا كانت الرسالة الصوتية التي بثها موقع على الإنترنت صحيحة، فإنها تظهر مرة أخرى أن القاعدة "تواصل استغلال الإعلام لتبرير حربها على الإنسانية". (بي بي سي) - يتوجه المكسيكيون الأحد إلى صناديق الاقتراع لاخيتار رئيس جديد للبلاد، خلفاً للرئيس الحالي فيسنت فوكس، الذي أنهى في العام 2000 حكم الحزب الثوري المؤسسي، الذي حكم البلاد طوال 71 عاماً.-(سي إن إن) - خروج منتخب البرازيل لكرة القدم من الأدوار النهائية لكأس العالم لكرة القدم 2006 بعد هزيمتها على يد منتخب فرنسا لكرة القدم في مباراة أبدع فيها الكابتن زين الدين زيدان.-(سي إن إن) |     |       |      |      |
| 2 يوليو 2006 (الأحد) | عدل | تاريخ | راقب | تصفح |

| \| 3 يوليو 2006 (الإثنين) \| عدل \| تاريخ \| راقب \| تصفح \| |     |       |      |      |
| - رفضت إسرائيل مهلة امدها 24 ساعة كانت قد اعلنت عنها 3 فصائل فلسطينية للاستجابة لمطالبها بإطلاق سراح عدد من السجناء الفلسطينيين وكانت تلك الفصائل قد امهلت إسرائيل حتى الساعة الثالثة بتوقيت جرينتش من صباح الثلاثاء للاستجابة لمطالبها بإطلاق السجناء. (بي بي سي) - انفجرت سيارة ملغومة في أحد الأسواق في مدينة الموصل مما أدى إلى مقتل ثمانية أشخاص وجرح العشرات وقالت مصادر الشرطة ان الانفجار استهدف دورية للشرطة ولكن معظم الاصابات كانت بين المدنيين الذي كانوا يقومون بالتسوق. (بي بي سي) - حث السيناتور الأمريكي، تشارلز ستشمر، الأحد، المدعي العام الأمريكي، ألبرتو غونزاليس، على تشكيل لجنة تحقيق لإجراء مراجعة قانونية شاملة لكافة الإجراءات التي تقوم بها الإدارة الأمريكية في حربها الحالية ضد الإرهاب.-(سي إن إن) - اتهام جندي أمريكي بالقتل والاغتصاب لعراقية، الجندي السابق ستيفن جرين، البالغ من العمر 21 عاما، متهم بالذهاب إلى منزل بالقرب من المحمودية جنوب بغداد، ومعه ثلاثة جنود آخرين، واغتصاب امرأة عراقية تعيش في هذا المنزل. واضاف البيان ان جرين متهم بقتل رجل وامرأة وطفلة عمرها خمس سنوات كانوا بالمنزل بإطلاق النار عليهم، ثم قتل المرأة التي اغتصبها بإطلاق النار عليها، وذلك في شهر مارس/آذار الماضي. (بي بي سي) - تبدأ غدا مباريات الدور نصف النهائي في كأس العالم لكرة القدم 2006 بين المنتخبات الأوروبية الأربعة، ألمانيا، إيطاليا، البرتغال وفرنسا.-(سي إن إن) |     |       |      |      |
| 3 يوليو 2006 (الإثنين) | عدل | تاريخ | راقب | تصفح |

| \| 4 يوليو 2006 (الثلاثاء) \| عدل \| تاريخ \| راقب \| تصفح \| |     |       |      |      |
| - رفض رئيس الوزراء الإسرائيلي إيهود أولمرت مجددا التفاوض حول الجندي الإسرائيلي المأسور وقال ان الجيش الإسرائيلي سيضرب كل من له علاقة بأسره وقال أولمرت في مؤتمر لرجال الأعمال عقد في بلدة سديروت القريبة من قطاع غزة: "سنضرب كل العناصر الارهابية وكل من يضربون دولة إسرائيل، ولن يكون أي منهم امنا". (بي بي سي) - قال موفق الربيعي مستشار الأمن القومي في الحكومة العراقية الأحد 2 يوليو انه تم إعداد قائمة تضم أهم المطلوب تسليمهم للحكومة، وعددهم 41 فردا وتضم هذه القائمة رغد ابنة الرئيس العراقي السابق صدام حسين، وساجدة خير الله زوجته الأولى، كما تضم عزة إبراهيم الدوري نائب الرئيس العراقي السابق الذي لا يزال هاربا، والمتشدد أبو أيوب المصري الذي يتزعم تنظيم القاعدة في العراق (بي بي سي) - حددت الدول الغربية 12 يوليو موعدا نهائيا لإيران تلتزم خلاله بوقف تخصيب اليورانيوم، وتقر المشاركة في محادثات حول برنامجها النووي، وإلا ستواجه عقوبات من قبل مجلس الأمن الدولي، نقلا عن دبلوماسيين الاثنين-(سي إن إن) - بدأ مباريات الدور نصف النهائي في كأس العالم لكرة القدم 2006 بين المنتخبات الأوروبية الأربعة، ألمانيا، إيطاليا، البرتغال وفرنسا.-(سي إن إن) - صعد المنتخب الايطالي إلى المباراة النهائية في بطولة كأس العالم لكرة القدم بعد فوزه على المنتخب الألماني بهدفين متتاليين في أخر 90 ثانية من الوقت الاضافي الثاني. (بي بي سي) - استؤنفت في طرابلس بليبيا محاكمة خمس ممرضات بلغاريات وطبيب فلسطيني تم اتهامهم بالتسبب عمدا في إصابة أكثر من 400 طفل بمرض نقص المناعة المكتسبة، الإيدز (بي بي سي) - أتهمت سويسرا إسرائيل بانتهاك القانون الدولي بشكل واضح بفرضها عقوبات جماعية على الشعب الفلسطيني بعد اسر الجندي جلعاد شاليط. (بي بي سي) - قال رئيس الوزراء البريطاني توني بلير ان أعدادا كبيرة من القوات البريطانية قد تنسحب من العراق خلال ثمانية عشر شهرا. [_ (بي بي سي)] - تم إطلاق المكوك الفضائي الأمريكي ديسكفري بنجاح من قاعدة كيب كانافيرال في ولاية فلوريدا حاملا على متنه سبعة رواد فضاء (امرأتان وخمسة رجال) في اتجاه محطة الفضاء الدولية في مهمة تستهدف اختبار معدات جديدة وتزويد المحطة باحتياجاتها. (بي بي سي) |     |       |      |      |
| 4 يوليو 2006 (الثلاثاء) | عدل | تاريخ | راقب | تصفح |

| \| 5 يوليو 2006 (الأربعاء) \| عدل \| تاريخ \| راقب \| تصفح \| |     |       |      |      |
| - شن الطيران الحربي لقوات الاحتلال غارتين على قطاع غزة فجرا أدت إحداهما إلى تدمير مبنى وزارة الداخلية، كما أكد مصدر أمني فلسطيني. (الجزيرة) - دعا رئيس الوزراء العراقي نوري المالكي الكويتيين إلى نسيان الماضي وتأسيس علاقات إيجابية بين البلدين, خلال زيارته للعاصمة الكويت في إطار جولة خليجية لعرض الصورة التي تمر بها بلاده أمنيا وسياسيا واقتصاديا. (الجزيرة) - صعدت الولايات المتحدة واليابان وكوريا الجنوبية لهجتها ضد كوريا الشمالية عقب إطلاق الأخيرة لصواريخ يعتقد أن أحدها بعيد المدى, رغم التحذيرات والتهديدات باتخاذ إجراءات ضدها. (الجزيرة) |     |       |      |      |
| 5 يوليو 2006 (الأربعاء) | عدل | تاريخ | راقب | تصفح |

| \| 6 يوليو 2006 (الخميس) \| عدل \| تاريخ \| راقب \| تصفح \| |     |       |      |      |
| - اندلع قتال عنيف بين القوات الإسرائيلية ومسلحين فلسطينيين في شمال قطاع غزة في أعقاب توغل الدبابات الإسرائيلية في المنطقة خلال الليل بهدف إعادة احتلال مواقع مستوطنات يهودية سابقة وقال شهود إن مقاتلات إسرائيلية قصفت جنوب القطاع مساء الخميس مما تسبب في وقوع قتلى وجرحى. (بي بي سي) - قالت الشرطة العراقية إن اثني عشر شخصا على الأقل قُتلوا وأصيب 40 آخرون في انفجار سيارة مفخخة بالقرب من مرقد شيعي في مدينة الكوفة وأُفيد أن معظم الضحايا هم من الزوار الإيرانيين وقد وقع التفجير في حوالي الساعة السابعة والربع حسب التوقيت المحلي بالقرب من مرقد "ميثم التمار" على بعد 160 كيلومترا جنوبي بغداد. (بي بي سي) - أدان مجلس الأمن الدولي تجربة الصواريخ التي أطلقتها كوريا الشمالية فجر الأربعاء، معلنا أنه ينظر في مشروع قرار قد يؤدي لفرض عقوبات على برنامج تطوير منظومة الصواريخ لدى الدولة الشيوعية-(سي إن إن) - لم تستطع الأفراح التي عاشها ملايين الفرنسيين ليلة الأربعاء، بعد تأهل منتخب فرنسا لكرة القدم إلى المباراة النهائية لبطولة كأس العالم لكرة القدم 2006، أن تخفي حالة الحزن التي يشعر بها العديد من محبي نجوم المنتخب الفرنسي الذين أعلنوا عن عزمهم اعتزال اللعب بعد نهاية البطولة وخرج مئات الآلاف من المشجعين الفرنسيين إلى شارع الشانزلزيه في العاصمة الفرنسية، مرددين "زيزو، زيزو"، في إشارة إلى نجم المنتخب زين الدين زيدان. -(سي إن إن) |     |       |      |      |
| 6 يوليو 2006 (الخميس) | عدل | تاريخ | راقب | تصفح |

| \| 7 يوليو 2006 (الجمعة) \| عدل \| تاريخ \| راقب \| تصفح \| |     |       |      |      |
| - أيدت الغالبية الساحقة من الإسرائيليين اغتيال قادة حركة حماس في وقت ارتفع عدد الفلسطينيين الذين قتلوا في قطاع غزة والضفة الغربية خلال يومين إلى 24 وأظهر استطلاع للرأي اجرته صحيفة "معاريف" أن 82 في المئة من الإسرائيليين يؤيدون اغتيال قادة حماس. (بي بي سي) - حذر محمد البرادعي مدير الوكالة الدولية للطاقة الذرية إيران من أن المجتمع الدولي يفقد صبره إزاء امتناعها عن الرد بسرعة على المقترحات الدولية والتي تتضمن مجموعة حوافز اقتصادية وتكنولوجية وسياسية تهدف لاقناع إيران بوقف تخصيب اليورانيوم. (بي بي سي) - قبضت القوات العراقية والأمريكية المشتركة على قائد بارز لحركة التمرد خلال عملية دهم نفذتها صباح الجمعة في مدينة الصدر الشيعية في العاصمة بغداد، خلّفت أيضا بين 30 إلى 40 بين قتيل وجريح في صفوف المسلحين، وفق ما قاله الجيش الأمريكي. ونقل شهود عيان أنهم سمعوا دوي انفجارات في وقت متأخر من ليل الخميس في المنطقة التي تسيطر عليها مليشيا جيش المهدي الموالية لرجل الدين الشيعي مقتدى الصدر. -(سي إن إن) - وصول منتخب إيطاليا لكرة القدم إلى المباراة النهائية لكأس العالم لكرة القدم 2006 لتقابل منتخب فرنسا لكرة القدم في 9 يوليو-(سي إن إن) |     |       |      |      |
| 7 يوليو 2006 (الجمعة) | عدل | تاريخ | راقب | تصفح |

| \| 8 يوليو 2006 (السبت) \| عدل \| تاريخ \| راقب \| تصفح \| |     |       |      |      |
| - دعا رئيس الوزراء الفلسطيني إسماعيل هنية إلى وقف كل العمليات العسكرية من الجانبين الفلسطيني والإسرائيلي وجاء في بيان اصدره مكتب هنية ان السبيل الوحيد للخروج من الازمة الحالية هو استعادة الهدوء من خلال وقف متبادل للاشتباكات وكانت إسرائيل اعلنت ان القوات الإسرائيلية غادرت مواقعها في شمال غزة وعادت إلى إسرائيل (بي بي سي) - برأت محكمة يمنية 19 متهما بالانتماء إلى خلية من تنظيم القاعدة معروفة باسم "مجموعة الزرقاوي" من تهم التخطيط لهجمات ضد المصالح الأمريكية في اليمن وخلصت المحكمة السبت إلى انه لا توجد ادلة كافية لاصدار احكام ضد الاشخاص ال19. (بي بي سي) - أعلنت مكتب التحقيقات الفيدرالي أن مخططا كان يعده متشددون لضرب شبكة قطارات أنفاق بمدينة نيويورك الخريف المقبل، تم إحباطه في مراحله التحضيرية، وأن ثلاثة أشخاص من الشبكة المؤلفة من ثمانية أفراد تم اعتقالهم، فيما ما زال خمسة آخرين فارين من وجه العدالة، بعد عام من التحقيقات شاركت فيها ست حكومات أجنبية.-(سي إن إن) - تقام اليوم مبارة المركز الثالث في كأس العالم لكرة القدم 2006 على ملعب شتوتغارت بين منتخب ألمانيا لكرة القدم ومنتخب البرتغال لكرة القدم.-(سي إن إن) |     |       |      |      |
| 8 يوليو 2006 (السبت) | عدل | تاريخ | راقب | تصفح |

| \| 10 يوليو 2006 (الإثنين) \| عدل \| تاريخ \| راقب \| تصفح \| |     |       |      |      |
| - بعد نهائي مثير في أحداثه ونتيجته، توج منتخب إيطاليا بطلا لمونديال 2006 بعد تغلبه على نظيره الفرنسي بركلات الترجيح 5 ـ 3 اثر انتهاء الوقتين الأصلي والإضافي بالتعادل 1 ـ 1 امس، على ملعب برلين الأولمبي ونهاية مؤسفة للنجم زين الدين زيدان. (بي بي سي) - حذر رئيس الوزراء الإسرائيلي إيهود أولمرت من أن الهجوم الإسرائيلي على قطاع غزة لتحرير جندي إسرائيلي محتجز ووقف الهجمات الصاروخية قد يستمر لأجل غير مسمى ونقل عن أولمرت قوله خلال اجتماع لمجلس وزرائه "هذه حرب لا يمكن أن يكون لها جدول زمني". (بي بي سي) - تُستأنف الاثنين محاكمة صدام حسين، وسبعة من معاونيه في قضية الدجيل من قبل المحكمة الجنائية المختصة في العراق، وتُعقد الجلسة رقم 36 التي ستُخصص لسماع مرافعة هيئة الدفاع وتخيم على أجواء المحاكمة، واقعة مصرع خميس العبيدي، وهو محام بارز في طاقم الدفاع عن صدام حسين وبرزان التكريتي. -(سي إن إن) - وجه الجيش الأمريكي تهم الاغتصاب والقتل لأربعة جنود أمريكيين، فيما وجهت تهمة الإهمال والتقصير لخامس أثناء قيامه بواجبه في الثاني عشر من مارس الماضي، بعد إقدامهم على اغتصاب وقتل مراهقة عراقية في المحمودية الواقعة بما يسمى بمثلث الموت ضمن المثلث السني. -(سي إن إن) |     |       |      |      |
| 10 يوليو 2006 (الإثنين) | عدل | تاريخ | راقب | تصفح |

| \| 11 يوليو 2006 (الثلاثاء) \| عدل \| تاريخ \| راقب \| تصفح \| |     |       |      |      |
| - قالت جماعة مناوئة للعنصرية مقرها باريس إن اللاعب الإيطالي ماركو ماتيراتزي وصف قائد الفريق الفرنسي زين الدين زيدان، الجزائري الأصل، بأنه "إرهابي قذر" وقد نفى ماتيراتزي صدور ذلك عنه قائلا "ذلك غير حقيقي على الإطلاق، فلم أقل له يا إرهابي، إنني جاهل لا أعرف حتى معنى الكلمة". (بي بي سي) - صرح روبارتو كالدرولي السياسي المنتمي لحزب يمين الوسط رابطة الشمال الإيطالي: " بأن فريقه لعب ضد فريق فرنسي ضحى بهويته لتحقيق نتائج حيث أنه مكون من المسلمين والزنوج في حين أن فريق بلاده كان لاعبوه إيطاليين أصلاء من اللومبردية وكلابريا وفينيسيا وعلى هذا فإن نصرهم كان نصر للهوية الإيطالية" وقد إستهجن سفير فرنسا دو لا موزيار تصريحات هذا السياسي الذي كان وزيرا في حكومة برلسكوني وتم عزله بعد أن ظهر في برنامج تلفزي وهو يرتدي الرسوم المسيئة للنبي محمد صلى الله عليه وسلم. - قالت الشرطة العراقية إن مسلحين مجهولين فتحوا النار على حافلة الثلاثاء وقتلوا 10 على الأقل وقالت الشرطة في بغداد إن الضحايا كانوا في طريقهم لدفن أحد موتاهم بمدينة النجف ذات الأهمية الخاصة لدى المسلمين الشيعة ومن ناحية أخرى خطف مسلحون قنصلا عراقيا لدى إيران من منزله في بغداد يوم الثلاثاء. (بي بي سي) - وصل وزير الدفاع الأمريكي دونالد رامسفيلد الثلاثاء إلى أفغانستان لإجراء محادثات مع الرئيس الأفغاني حامد كرزاي وعدد من كبار المسؤولين بالحكومة الأفغانية وإلى ذلك، قال وزير الدفاع البريطاني الاثنين، ديس براون، إن القوات البريطانية ستعزز قواتها في أفغانستان بحوالي 900 جندي خلال الأشهر المقبلة. -(سي إن إن) - بث موقع إلكتروني متشدد شريط فيديو تظهر فيه جثتا جنديين أمريكيين، خُطفا وقُتلا في وقت سابق، ويربط الموقع بين قتل الجنديين وواقعة اغتصاب فتاة عراقية في مارس على أيدي جنود أمريكيين وجاء في البيان الذي بثه الموقع إلى جانب الشريط، والذي ولم تتأكد CNN بعد من مصداقيته "هذا الفيديو يأتي انتقاما لأختنا التي سٌلب شرفها على أيدي جنود من نفس الفرقة التي ينتمي إليها الجنديان." -(سي إن إن) |     |       |      |      |
| 11 يوليو 2006 (الثلاثاء) | عدل | تاريخ | راقب | تصفح |

| \| 12 يوليو 2006 (الأربعاء) \| عدل \| تاريخ \| راقب \| تصفح \| |     |       |      |      |
| - تصعيد خطير في جنوب لبنان، عملية خطف جنديين إسرائيلين وقتل 7 من الجنود وقد اكد وزير الدفاع الإسرائيلي عمير بيريتس الاربعاء اسر جنديين إسرائيليين من قبل عناصر من حزب الله الشيعي اللبناني وطالب لبنان باعادتهما.(فرانس برس) - دعت المفوضية الأوروبية إلى الإفراج عن الجنديين الإسرائيليين الذين اسرهما اليوم الاربعاء حزب الله الشيعي اللبناني في المنطقة الحدودية الإسرائيلية اللبنانية..(DW-arabic) - الجيش الإسرائيلي يشن هجوما على جنوب لبنان برا وجوا اثر اسر حزب الله جنديين إسرائيليين.(فرانس برس) - استمرار عملية أمطار الصيف ضد الشعب الفلسطيني في قطاع غزة وافادت مصادر طبية فلسطينية ان فلسطينيين اثنين على الأقل قتلا في غارة نفذها الطيران الحربي الإسرائيلي ظهر الاربعاء على مجموعة من المواطنين قرب خان يونس جنوب قطاع غزة.(فرانس برس) - قام وزير الدفاع الأمريكي دونالد رامسفيلد بزيارة مفاجئة لم يعلن عنها مسبقا إلى العراق وذلك لعقد اجتماعات مع حكومة البلاد الجديدة. وقد حطت طائرة رامسفيلد في قاعدة جوية شمال العاصمة بغداد حيث اجتمع فور وصوله مع قائد القوات الأمريكية في العراق الجنرال جورج كيسي. (بي بي سي) - تعهد المجاهدون الشيشان بمواصلة القتال ضد القوات الروسية رغم مقتل زعيمهم شامل باساييف.وأكد المتحدث باسم الانفصاليين الشيشان في الخارج مولدي أودوغوف أن الجهاد ضد روسيا سيستمر بعد مقتل باساييف. (الإسلام اليوم) |     |       |      |      |
| 12 يوليو 2006 (الأربعاء) | عدل | تاريخ | راقب | تصفح |

| \| 13 يوليو 2006 (الخميس) \| عدل \| تاريخ \| راقب \| تصفح \| |     |       |      |      |
| - كثف الجيش الإسرائيلي ضرباته التي يشنها على لبنان بعد ظهر الخميس، وبعد استهداف مدارج مطار بيروت الدولي، استهدفت الغارات الإسرائيلية مطار القليعات في شمال لبنان وقاعدة رياق الجوية في البقاع واعلن ناطق عسكري إسرائيلي ان "االعملية التي بدأتها إسرائيل في لبنان ليست مسألة ايام"، في إشارة إلى امكانية ان تطول العملية وكانت إسرائيل قد طلبت اخلاء ضاحية بيروت الجنوبية حيث يقيم السيد حسن نصرالله الامين العام لحزب الله، حسبما اشارت وكالات الانباء نقلا عن وسائل الاعلام الإسرائيلية. (بي بي سي) - اعتقلت الشرطة الهندية حوالي 300 شخص في اطار تحقيقاتها في تفجيرات مومباي، ونشرت رسوما لمشتبهين تبحث عنهم وتمت حملت الاعتقالات في مومباي وعدة مناطق أخرى من ولاية ماهراشترا وسط اجراءات أمنية مشددة، لكنها لم تقم باية اعتقالات رسمية ولم توجه اية تهم ويذكر ان جماعتين من الجماعات الإسلامية التي تقاتل ضد سيطرة الهند على جزء من إقليم كشمير نفت أي تورط لها في الهجمات (بي بي سي) - أعلن مسؤولون في الإدارة الأمريكية الخميس، أن رئيس الوزراء العراقي نوري المالكي، سوف يقوم بزيارة إلى واشنطن في الخامس والعشرين من يوليو الجاري، للقاء الرئيس الأمريكي جورج دبليو بوش في البيت الأبيض وتعد الزيارة المزمعة، هي الأولى التي يقوم بها المالكي إلى الولايات المتحدة، منذ توليه منصبه في وقت سابق من العام الجاري. -(سي إن إن) - قرر مجلس إدارة النادي الأهلي المصري الاعتذار عن عدم المشاركة في الدورة الرابعة من بطولة دوري أبطال العرب، المقرر إقامتها في سبتمبر القادم، بمدينة جدة بالمملكة العربية السعودية جاء قرار مجلس إدارة النادي الأهلي برئاسة حسن حمدي، في الوقت الذي طارت فيه بعثة الأهلي لكرة القدم إلى تونس، لمواصلة الاستعدادات للقاء نادي الصفاقسي، بطل تونس، الذي سيقام السبت، في بداية دور الثمانية لدوري أبطال أفريقيا. -(سي إن إن) |     |       |      |      |
| 13 يوليو 2006 (الخميس) | عدل | تاريخ | راقب | تصفح |

| \| 14 يوليو 2006 (الجمعة) \| عدل \| تاريخ \| راقب \| تصفح \| |     |       |      |      |
| - هدد وزير الداخلية الإسرائيلي يوم الجمعة بتصفية امين عام حزب الله، حسن نصرالله وقال الوزير روني بار اون في تصريح للاذاعة العامة الإسرائيلية ان "إسرائيل ستصفي حساباتها مع نصر الله عندما يحين وقت ذلك" وعلى صعيد اخر دعا رئيس الوزراء الأسباني خوزيه لويز إلى انهاء فوري للعمليات العسكرية في الشرق الأوسط مضيفا ان إسرائيل قد ارتكبت خطأ بإطلاق هجمات ضد لبنان وقطاع غزة. (بي بي سي) - وصل الرئيس الأمريكي جورج دبليو بوش الجمعة إلى روسيا للمشاركة في قمة الدول الثماني والتي تقام في مدينة سانت بطرسبرغ وسيجتمع الرئيس الأمريكي الذي وصل من ألمانيا، بقادة عدد من المنظمات غير الحكومية، قبل حضور عشاء مع الرئيس الروسي فلاديمير بوتين. (بي بي سي) - هزّ انفجار عنيف إقامة رجل دين شيعي بارز قرب مدينة كراتشي الباكستانية الجمعة، مما أدى إلى مقتله، ومصرع ثلاثة أشخاص آخرين، أحدهم منفذ عملية التفجير. -(سي إن إن) - قالت تقارير صحافية إنّه من المتوقع أن يصدر لاحقا الجمعة، قرار بحرمان نادي ميلان من خوض دوري رابطة الأبطال مع بقائه في دوري الدرجة الأولى وأضافت تلك التقارير أنّ الفريق الذي سيتعرّض للعقوبة الأشدّ هو نادي يوفنتوس الذي سيتمّ إنزاله إلى الدرجة الثانية مع خصم 20 نقطة الموسم القادم -(سي إن إن) |     |       |      |      |
| 14 يوليو 2006 (الجمعة) | عدل | تاريخ | راقب | تصفح |

| \| 15 يوليو 2006 (السبت) \| عدل \| تاريخ \| راقب \| تصفح \| |     |       |      |      |
| - تصاعد الأزمة اللبنانية الإسرائيلية 2006 وإسرائيل تعلن فقدان 4 جنود في هجوم على بارجة حربية والأمين العام لحزب الله، حسن نصرالله يقول في حديث بثته قناة المنار التابعة للحزب "اذا اردتم حربا مفتوحة فنحن مستعدون لها، ولن ندفع الثمن وحدنا". (بي بي سي) - استهدفت المقاتلات الإسرائيلية في وقت مبكر من صباح السبت مبنى وزارة الاقتصاد بمدينة غزة، بعدما كانت القوات الإسرائيلية انسحبت من وسط المدينة بعد توغل دام يومين وكان الجيش الإسرائيلي قد انسحب إلى الحدود ليل الخميس بعدما كان متمركزا بالقرب من خان يونس. (بي بي سي) - انتهت وزارة الدفاع الأمريكية "البنتاغون" من وضع عدة سيناريوهات مختلفة، لترحيل ما يزيد على نحو 25 ألف مواطن أمريكي من لبنان، في ضوء التصعيد الذي تشهده الساحة اللبنانية الإسرائيلية واضطرت الأحداث المتلاحقة والتي تتسارع وتيرتها في المنطقة هذا الأسبوع، الحكومة الأمريكية، إلى البحث عن سبيل لإخراج الرعايا الأمريكيين، بعيداً عن رحى حرب متصاعدة بين الإسرائيليين واللبنانيين. -(سي إن إن) - مثُل مدافع المنتخب الإيطالي ماركو ماتيراتزي، أمام لجنة تأديبية تابعة للاتحاد الدولي لكرة القدم "الفيفا"، في إطار التحقيقات الجارية في واقعة تعدي نجم المنتخب الفرنسي زين الدين زيدان عليه بضربة رأس في صدره، خلال المباراة النهائية لبطولة كأس العالم لكرة القدم 2006، في التاسع من يوليو.-(سي إن إن) |     |       |      |      |
| 15 يوليو 2006 (السبت) | عدل | تاريخ | راقب | تصفح |

| \| 16 يوليو 2006 (الأحد) \| عدل \| تاريخ \| راقب \| تصفح \| |     |       |      |      |
| - تصاعد الأزمة اللبنانية الإسرائيلية 2006 والأمين العام لحزب الله، حسن نصر الله يصرح بأن حزبه "بألف خير" وترسانته الصاروخية سليمة، مؤكدا أن إسرائيل "تجهل" إمكانيات حزبه وشدد على أن حزبه حاول تركيز القتال على الجانب العسكري الإسرائيلي، ولم يقصف المدن الإسرائيلية إلا بعد "صبر" طويل. (بي بي سي) - تسببت الغارات الجوية الإسرائيلية في مقتل 16 شخصا على الاقل في مدينة صور جنوبي لبنان، وذلك بعد ساعات من قيام حزب الله باستهداف ميناء حيفا الإسرائيلي بالصواريخ وقد تسبب الهجوم الإسرائيلي على لبنان إلى الآن في مقتل 110 شخصا جلهم من المدنيين. (بي بي سي) - واصلت أسواق المال العربية هبوطها الحاد الأحد، مع تصاعد وتيرة القتال على الجبهة اللبنانية الإسرائيلية، بينما خيمت على البورصات الخليجية مخاوف من دخول إيران، المجاورة لأكبر منطقة مصدرة للنفط في العالم، دوامة التصعيد العسكري في المنطقة.-([_ سي إن إن]) - ألحق النادي الصفاقسي التونسي أوّل هزيمة بالنادي الأهلي المصري منذ سنتين، عندما فاز بهدف دون مقابل، ضمن افتتاح دور المجموعات بدوري رابطة الأبطال الأفريقية لكرة القدم، السبت في صفاقس، جنوب تونس. -(سي إن إن) |     |       |      |      |
| 16 يوليو 2006 (الأحد) | عدل | تاريخ | راقب | تصفح |

| \| 18 يوليو 2006 (الثلاثاء) \| عدل \| تاريخ \| راقب \| تصفح \| |     |       |      |      |
| - قال منسق المساعدات الإنسانية يان ايجلاند يوم الثلاثاء ان الأمم المتحدة ووكالاتها ستسحب الموظفين غير الاساسيين وافراد الاسر من لبنان لكن العاملين المشتغلين في جهود الاغاثة سيبقون وسيذهب المزيد منهم إلى هناك (رويترز) - قال الميجر جنرال جادي ايزنكوت من الجيش الإسرائيلي يوم الثلاثاء ان جماعة حزب الله اللبنانية تهرب اسلحة من سوريا لكنه اضاف انه لا يعتبر سوريا هدفا للهجوم. (رويترز) - قال مسؤولون في جامعة الدول العربية يوم الثلاثاء ان حكومتين عربيتين أخريين وافقتا على عقد قمة لبحث الهجمات الإسرائيلية على لبنان والاراضي الفلسطينية ليرتفع عدد الحكومات الموافقة إلى ثماني (رويترز) - وزيرة الخارجية الإسرائيلية تسيبي ليفني: إنّ عمليات الجيش الإسرائيلي قدّمت خدمة للحكومة اللبنانية والمجتمع الدولي.-(سي إن إن) - ترددت أصوات الانفجارات في حيفا مساء بعد استمرار قصف حزب الله لشمال إسرائيل انطلاقا من جنوب لبنان، لليوم السابع على التوالي. وأصاب نحو 12 صاروخا من حزب الله مدينة نهاريا، سقط أحدها داخل منزل، فقتل شخصا-(سي إن إن) - تقرير بعثة الأمم المتحدة لمساعدة العراق: أكثر من 14 الف مدني لقوا مصرعهم في النصف الأول من العام الحالي في العراق-(سي إن إن) |     |       |      |      |
| 18 يوليو 2006 (الثلاثاء) | عدل | تاريخ | راقب | تصفح |

| \| 19 يوليو 2006 (الأربعاء) \| عدل \| تاريخ \| راقب \| تصفح \| |     |       |      |      |
| - حزب الله ينفي مقتل أي من زعماء الحزب في غارة إسرائيلية على بيروت (بي بي سي) - وصلت الميليشيا المسلحة التابعة لاتحاد المحاكم الإسلامية في الصومال إلى مدينة بورحقبة الواقعة على مسافة 60 كيلومترا من مدينة بيداوا مقر الحكومة الصومالية المؤقتة. (بي بي سي) - اختطف مسلحون أكثر من 20 موظفا حكوميا يقومون برعاية المساجد والأماكن المقدسة التابعة للسنة في العراق وسط تصاعد أحداث العنف الطائفي في البلاد. (بي بي سي) - قتل 12 فلسطينيا على الأقل في عمليات عسكرية إسرائيلية في كل من الضفة الغربية وقطاع غزة. (بي بي سي) - دمرت الغارات الإسرائيلية مساء الاثنين مصنع فاين للورق الصحي التابع لشركة نقل إخوان المحدودة في بلدية كفر جرة (بي بي سي) - دعا الرئيس الفرنسي جاك شيراك إسرائيل إلى السماح بإنشاء ما أسماه "ممرات إنسانية " آمنة للمدنيين في لبنان للاحتماء من الغارات الجوية (بي بي سي) - اعلنت كوريا الشمالية أنها ستوقف عمليات لم شمل العائلات على جانبي الحدود مع كوريا الجنوبية اثر قرار سيول تعليق شحنات الغذاء. (بي بي سي) - استخدم الرئيس جورج بوش حق النقض الذي يخوله له الدستور في معارضة التشريع الذي أقره مجلس الشيوخ الأمريكي ويسمح باستخدام الخلايا الجذعية في الأبحاث العلمية. (بي بي سي) - أكبر هاشمي رفسنجاني، رئيس مجلس تشخيص مصلحة النظام: "كيف يمكن أن تُهاجم دولة إسلامية وتتعرض للتدمير بينما الآخرون يراقبون في هدوء"-(سي إن إن) - ارتفعت حصيلة قتلى الجيش الأمريكي في العراق إلى 2554 قتيلا، بمصرع عنصر من مشاة البحرية الأمريكية (المارينز) نتيجة "حادث غير قتالي" في محافظة الأنبار-(سي إن إن) - قتل جندي من قوات التحالف الدولية بأفغانستان، وجرح آخران، في اشتباكات مع عناصر مسلحة يرجح أنهم من الموالين لحركة طالبان في جنوب أفغانستان الأربعاء.-(سي إن إن) - ضرب زلزال جديد العاصمة الإندونيسية جاكرتا، بعد يومين من الزلزال الذي ضرب جزيرة جاوا، وتسبب في حدوث موجات مد عاتية "تسونامي"، التي أدت إلى مقتل ما يزيد على 525 شخصاً على الأقل وإصابة 383 آخرين، فضلاً عن تشريد أكثر من 35 ألف شخص، وما زال 273 شخصاً في عداد المفقودين.-(سي إن إن) - أصدرت الحكومة الكندية أوامرها بإبعاد محمد حركات، المشتبه بانتمائه لتنظيم القاعدة، إلى بلده الأصلي الجزائر، رغم مخاوفه من احتمال تعرضه للتعذيب والتنكيل، ولربما القتل هناك.-(سي إن إن) - بوادر انشقاق في مجلس الأمن بين فرنسا والولايات المتحدة بشأن كيفية التعامل الفوري مع الوضع بلبنان. (الجزيرة) - واصل آلاف الرعايا الأجانب مغادرتهم لبنان في اليوم الثاني من القصف الإسرائيلي المركز الذي خلف حتى الآن حوالي 300 قتيل. (الجزيرة) - مكتب التحقيقات الفيدرالي FBI يحاول اكتشاف عملاء حزب الله المحتملين في الولايات المتحدة وسط مخاوف من أن التوتر بين الولايات المتحدة وإيران ربما يؤدي إلى شن هجمات في الأراضي الأميركية. [{{{2}}} (الجزيرة)] - أغلق أنصار رئيس ساحل العاج لوران غباغبو الطرق الرئيسية بمدينة أبيدجان، ومنعوا السكان من التوجه لأماكن عملهم احتجاجا على بدء عملية إعطاء بطاقات هوية للمحرومين منها معتبرين أنها بداية التزوير الانتخابي. [{{{2}}} (الجزيرة)] - العراق يخطط لإنهاء وجود منظمة مجاهدي خلق [{{{2}}} (الجزيرة)] |     |       |      |      |
| 19 يوليو 2006 (الأربعاء) | عدل | تاريخ | راقب | تصفح |

| \| 20 يوليو 2006 (الخميس) \| عدل \| تاريخ \| راقب \| تصفح \| |     |       |      |      |
| - أعلن الأمين العام للمجلس الأعلى للأمن القومي الإيراني علي لاريجاني أن بلاده تنوي مواصلة نشاطاتها لتخصيب اليورانيوم، محذرا مجلس الأمن الدولي من تبني قرار "يهدف إلى الحد من حقوقها في المجال النووي". (الجزيرة) - شن الطيران الحربي الإسرائيلي غارات على جنوب لبنان والبقاع شرقا وعكار شمالا في اليوم التاسع للعدوان موقعا عددا من الإصابات. فيما جرح جنديان إسرائيليان على الأقل في تجدد للمعارك العنيفة بين القوات الإسرائيلية ومقاتلي حزب الله في الشريط الحدودي. (الجزيرة) - يجتمع مجلس الأمن ليطلع على نتائج محادثات وفد أممي أرسله الأمين العام للأمم المتحدة إلى كل من لبنان وإسرائيل لوقف إطلاق النار. (الجزيرة) - دعت موسكو في بيان صادر عن وزارة الخارجية إلى وقف فوري لإطلاق النار محذرة من ما وصفتها بكارثة إنسانية كبرى في لبنان والأراضي الفلسطينية. (الجزيرة) - عدد شهداء القصف الإسرائيلي على مخيم المغازي وسط القطاع ارتفع اليوم إلى ثلاثة، بينهم طفلة في الرابعة عشرة، ليرتفع المجموع العام للشهداء منذ فجر أمس إلى 13 شهيدا وعشرات الجرحى. (الجزيرة) - عشرات القتلى بالعراق والإحصائيات تشير لعنف غير مسبوق (الجزيرة) |     |       |      |      |
| 20 يوليو 2006 (الخميس) | عدل | تاريخ | راقب | تصفح |

| \| 21 يوليو 2006 (الجمعة) \| عدل \| تاريخ \| راقب \| تصفح \| |     |       |      |      |
| - في اليوم العاشر من الأزمة اللبنانية الإسرائيلية 2006، أسقطت القوات الإسرائيلية منشورات تطالب كافة من تبقوا من المدنيين في جنوب لبنان بالرحيل فورا عن المنطقة وفي تلك الأثناء واصلت القوات الإسرائيلية عملياتها بقصف أكثر من 40 هدفا في لبنان، غالبيتها في جنوب بيروت في الساعات الأولى من الجمعة. (بي بي سي) - أبلغت الإدارة الأمريكية الكونغرس الأمريكي بخططها لبيع معدات عسكرية للمملكة العربية السعودية تبلغ قيمتها 6 مليارات دولار، وتشمل الصفقة طائرات مروحية، ومركبات عسكرية، ومعدات اتصال وقالت وزارة الدفاع الأمريكية إن ذلك من شأنه مساعدة السعودية في حربها على الإرهاب. (بي بي سي) - اعتقلت السلطات الإيطالية الجمعة، في حملة دهم مبكرة، خمسة جزائريين للاشتباه في انتمائهم لتنظيم إرهابي، وفق ما أعلن مسؤولون ووفقا لمسؤول في قوات الكرابنيري، فقد كشف محققون إيطاليون النقاب عن خلية على علاقة بالجماعة السلفية للدعوة والقتال الجزائرية، تنشط في مدينة فيتشينزا ولها خلايا أخرى في بريشا ونابولي وساليرنو. -(سي إن إن) - قرر الاتحاد الدولي لكرة القدم "الفيفا" معاقبة كلاً من نجم المنتخب الفرنسي زين الدين زيدان، والمدافع الإيطالي ماركو ماتيراتزي، بسبب الأحداث التي شهدتها المباراة النهائية لبطولة كأس العالم، والتي انتهت بطرد زيدان بعد أن وجه "نطحة" قوية برأسه إلى صدر ماتيرازي أسقطته أرضاً ونقلت وكالات أنباء عن مسؤولين بالاتحاد الدولي قولهم إن اللجنة التأديبية التي شكلها الفيفا للتحقيق مع اللاعبين، قررت إيقاف زيدان ثلاث مباريات وغرامة مالية، بينما قررت إيقاف ماتيرازي مباراتين مع غرامة مالية أيضاً. -(سي إن إن) |     |       |      |      |
| 21 يوليو 2006 (الجمعة) | عدل | تاريخ | راقب | تصفح |

| \| 23 يوليو 2006 (الأحد) \| عدل \| تاريخ \| راقب \| تصفح \| |     |       |      |      |
| - تصاعد الأزمة اللبنانية الإسرائيلية 2006 وخمسة انفجارات شديدة تهز العاصمة واللبنانية بيروت صباح الأحد مع استمرار القصف الإسرائيلي للضاحية الجنوبية في المدينة وصرح علي رحال رئيس بلدية المنارة لوكالة اسوشايتدبرس بأن القصف الإسرائيلي أصاب مصنعا للمنسوجات على حدود البلدة مما أدى إلى مقتل شخص واصابة آخر. (بي بي سي) - أفادت مراسلة بي بي سي في العراق مقتل 33 شخصا وجرح 60 آخرين على الأقل في انفجار سيارة مفخخة في سوق يقع قرب مركز للشرطة في مدينة الصدر ذات الأغلبية الشيعية شرقي العاصمة بغداد. (بي بي سي) - أيدت محكمة كويتية السبت حكماً بالإفراج عن خمسة كويتيين عائدين من معتقل غوانتانامو بعد احتجازهم بتهم تتعلق بالإرهاب وكانت المحكمة الجنائية الكويتية قد أفرجت في مايو الماضي عن المتهمين الخمسة بعد أن برأتهم من الانتماء إلى تنظيم القاعدة وجمع التبرعات له، غير أن الادعاء العام استأنف الحكم، بحسب الأسوشيتد برس. -(سي إن إن) - في رحلة يمكن وصفها بالعاطفية، قام الزعيم الكوبي، فيدل كاسترو، وحليفه الفنزويلي، هوغو شافيز، السبت بزيارة، هي الأولى من نوعها للزعيمين، إلى موطن الثائر الأسطوري تشي جيفارا في الأرجنتين وكانت الحشود من المواطنين تهتف باسمي الزعيمين كاسترو وشافيز فيما كانا يترجلان من السيارة ويدخلان المنزل الذي ترعرع فيه الشاب غيفارا، قبل أن يتوجه في رحلة عبر أمريكا الجنوبية وينتهي به المطاف في المكسيك. -(سي إن إن) - قال الأطباء يوم الاحد أن حالة رئيس الوزراء السابق ارييل شارون الذي دبر اجتياح لبنان في 1982 تدهورت. وكان شارون الذي يبلغ من العمر 78 عاما، عانى من جلطة دماغية منذ نحو ستة أشهر، ودخل على اثرها في غيبوبة لا زال يعالج منها.ونقل شارون من مستشفى حداثا بالقدس، حيث اجريت له عدة عمليات جراحية، إلى مستشفى في تل ابيب ليحصل على الرعاية الطبية اللازمة لفترة طويلة. ،وقد أعلن رسميا في 14 أبريل أن شارون أصبح غير قادر على ممارسة مهامه كرئيس لحكومة إسرائيل، أي بعد مئة يوم من إدخاله المستشفى وذلك بالتوافق مع القانون الإسرائيلي. وخلف شارون ايهود اولمرت أولا بالنيابة عنه ومن ثم بموجب فوز حزب كاديما الذي أسسه شارون في الانتخابات التشريعية التي نظمت في 28 مارس. |     |       |      |      |
| 23 يوليو 2006 (الأحد) | عدل | تاريخ | راقب | تصفح |

| \| 25 يوليو 2006 (الثلاثاء) \| عدل \| تاريخ \| راقب \| تصفح \| |     |       |      |      |
| - استمرار الأزمة اللبنانية الإسرائيلية 2006 ووزير الدفاع الإسرائيلي عمير بيريتز يصرح بان الجيش الإسرائيلي سيقيم حزاما امنيا في جنوب لبنان حتى تستلم قوات الدولية زمام الامن هناك على صعيد آخر، عاود الطيران الحربي الإسرائيلي قصف الضاحية الجنوبية لبيروت بعد ظهر الثلاثاء، واشارت التقارير إلى سماع اربعة انفجارات كبيرة جدا. (بي بي سي) - طالب النواب الديموقراطيون في مجلس الشيوخ الأمريكي رئيس الوزراء العراقي نوري المالكي الثلاثاء بادانة "هجمات حزب الله على إسرائيل والاعتراف بحق إسرائيل بالدفاع عن نفسها" وفي رسالة مؤرخة بتاريخ 24 يوليو طالب الزعيم الديموقراطي في مجلس الشيوخ هاري ريد المالكي بتوضيح موقفه قبل التحدث إلى لجنة مشتركة من مجلس النواب والشيوخ. (بي بي سي) - كشف مسؤولون لبنانيون عن تفاصيل الخطة التي عرضتها وزيرة الخارجية الأمريكية كوندوليزا رايس، على الحكومتين اللبنانية والإسرائيلية، بشأن نشر قوات دولية في جنوب لبنان وتتضمن الخطة، التي تقول رايس إنها تهدف إلى مساعدة الحكومة اللبنانية لمد سيطرتها على جميع مناطق الجنوب اللبناني، نشر قوات قوامها عشرة آلاف جندي من مصر وتركيا، تحت قيادة حلف شمال الأطلسي أو الأمم المتحدة. -(سي إن إن) - جادل محامون يدافعون عن نادي يوفنتوس الإيطالي هيئة المحكمة الرياضية في العاصمة الإيطالية الأحد بأنه يجب أن يحتفظ النادي بلقبيه الأخيرين كبطل لدوري الدرجة الأولى في الدوري الإيطالي بصرف النظر عن الخطأ الذي ارتكبه في فضيحة النتائج بالدوري وجاءت جلسة الأحد على إثر الاستئناف الذي تقدمت به النوادي المتورطة في الفضيحة التي هزت أوساط اللعبة في إيطاليا، والتي ضمت إلى جانب اليوفي، أندية إيه سي ميلان ونادي لاتسيو وفيورنتينا، التي تأمل في تخفيف العقوبات التي فرضتها المحكمة. -(سي إن إن) |     |       |      |      |
| 25 يوليو 2006 (الثلاثاء) | عدل | تاريخ | راقب | تصفح |

| \| 26 يوليو 2006 (الأربعاء) \| عدل \| تاريخ \| راقب \| تصفح \| |     |       |      |      |
| - أفادت الأنباء بقتل تسعة جنود إسرائيليين في الأزمة اللبنانية الإسرائيلية 2006 الدائرة بين الجيش الإسرائيلي ومقاتلي حزب الله في مدينة بنت جبيل جنوبي لبنان لكن الجيش الإسرائيلي لم يؤكد ذلك، بل اكتفى بالقول إن الجيش "تكبد خسائر" وإن "الوضع "خطير جدا جدا." ويأتي ذلك بعد ساعات من تأكيد الأمين العام لحزب الله حسن نصر الله أن المدينة لا تزال تحت سيطرة مقاتلي حزبه. (بي بي سي) - استئناف محاكمة صدام حسين والرئيس العراقي المخلوع صدام حسين، المضرب عن الطعام، أجبر على المثول أمام المحكمة الجنائية المختصة في العراق الأربعاء ضد إرادته. (بي بي سي) - حثت إدارة الرئيس الأمريكي، جورج بوش، باكستان الاثنين على عدم توسيع برنامج تطوير الأسلحة النووية، وذلك في أعقاب ما أشارت إليه مراكز بحثية وفكرية أمريكية من أن إسلام أباد بدأت تنشئ مفاعلاً نووياً يمكنه إنتاج بلوتونيوم يكفي لصنع 50 قنبلة نووية في العام الواحد. -(سي إن إن) - خففت المحكمة الرياضية في إيطاليا من عقوبة كل من فيورنتينا ونادي لاتسيو، في إطار الفضيحة الكروية بالدوري الإيطالي، وأبقت عليهما ضمن أندية الدرجة الأولى، بينما بقيت عقوبة الإنزال للدرجة الثانية على نادي يوفنتوس، إلا أنها قلصت من عدد النقاط المخصومة منه إلى النصف كذلك قلصت المحكمة من عقوبة إيه سي ميلان إلى النصف، حيث خصم منه في الدوري المقبل ثماني نقاط فقط بدلاً من 15 نقطة. -(سي إن إن) |     |       |      |      |
| 26 يوليو 2006 (الأربعاء) | عدل | تاريخ | راقب | تصفح |

| \| 27 يوليو 2006 (الخميس) \| عدل \| تاريخ \| راقب \| تصفح \| |     |       |      |      |
| - اعلن وزير العدل الإسرائيلي حاييم رامون الخميس ان فشل مؤتمر روما في الدعوة إلى وقف لإطلاق النار، اعطى إسرائيل الضوء الاخضر لمواصلة العدوان الإسرائيلي على لبنان 2006 كما يتواصل القتال في محيط بلدة بنت جبيل في الجنوب اللبناني حيث تكبدت إسرائيل أكبر خسائر عسكرية منذ بدء هجومها على لبنان قبل أكثر من اسبوعين واعلنت إسرائيل مقتل تسعة من جنودها في حين اكد حزب الله مقتل 13 جنديا. (بي بي سي) - تسببت قذيفة إسرائيلية في مقتل سيدة عمرها 75 عاما داخل منزلها بقطاع غزة يوم الخميس بعد يوم من مقتل 24 فلسطينيا في قصف للقوات الإسرائيلية على غزة وقال مسعفون وشهود عيان إن 24 فلسطينيا، منهم طفلة عمرها ثلاثة أعوام، لقوا حتفهم وأصيب عشرات آخرون. (بي بي سي) - أكد المساعد الأيمن لزعيم تنظم القاعدة، أيمن الظواهري الخميس أن التنظيم لن يسكت عما يحدث في غزّة ولبنان، لافتا إن التطورات العسكرية الأخيرة تؤكد أهمية ما يجري في كل من العراق وأفغانستان. كلام الظواهري جاء في شريط فيديو مصور بثته قناة الجزيرة الفضائية، دون أي ذكر لتاريخ تسلمها إياه. -(سي إن إن) - قتل 19 شخصا على الأقل وجرح 74 آخرين في استهداف سيارة مفخخة وعدد من قذائف الهاون وصاروخ "كاتيوشا" حي "الكرادة" وسط العاصمة العراقية بغداد، يأتي هذا في وقت أكد فيه رئيس الوزراء العراقي، نوري المالكي، في كلمته أمام الكونغرس الأمريكي الأربعاء، أنه لن يسمح أن يكون العراق موقعا لتنظيم القاعدة أو الإرهابيين، مشددا على أن بلاده ستكون "مقبرة للإرهابيين."-(سي إن إن) |     |       |      |      |
| 27 يوليو 2006 (الخميس) | عدل | تاريخ | راقب | تصفح |

| \| 29 يوليو 2006 (السبت) \| عدل \| تاريخ \| راقب \| تصفح \| |     |       |      |      |
| - استمرار العدوان الإسرائيلي على لبنان 2006 والأمم المتحدة تدعوا إلى هدنة مدتها ثلاثة أيام بين إسرائيل وحزب الله وذلك من أجل إخراج الجرحى من القرى والمدن الواقعة في الجنوب اللبناني ومن أجل السماح للمساعدات بالدخول إلى هناك, من جانبه رفض الرئيس الأمريكي جورج بوش مجددا دعوات الهدنة الفورية، مقترحا بدلا عن ذلك نشر قوة دولية في لبنان. (بي بي سي) - قتل اربعة جنود أمريكيين في محافظة الأنبار غربي العراق وفي بغداد، هاجم مسلحون مسجدين للسنة في الجزء الغربي من العاصمة العراقية. فقد قالت الشرطة إن مسلحين يستقلون سيارتين هاجموا مسجد رسول الله واطلقوا عليه الرصاص مما تسبب في اضرار. (بي بي سي) - أعلنت السلطات الأمنية في لوس أنجلوس أنها ألقت القبض على الممثل ميل غيبسون، الجمعة، لإجراء تحقيق حول قيادته السيارة وهو تحت تأثير الكحول. -(سي إن إن) - سيبتعد مهاجم منتخب البرازيل لكرة القدم رونالدو عن الملاعب أربعة أسابيع، بعد أن خضع لجراحة السبت وغادر رونالدو المستشفى الأحد، بعد أن خضع لجراحة إزالة تكلسات من ساقه اليسرى وتسببت التكلسات في آلام شديدة للاعب ريال مدريد خلال الأشهر الأخيرة. -(سي إن إن) |     |       |      |      |
| 29 يوليو 2006 (السبت) | عدل | تاريخ | راقب | تصفح |

| \| 31 يوليو 2006 (الإثنين) \| عدل \| تاريخ \| راقب \| تصفح \| |     |       |      |      |
| - استمرار مواجهة إسرائيل-حزب الله 2006 ووزير الحرب الإسرائيلي عمير بيريتز إنه بالرغم من قرار وقف الغارات الجوية لثمان وأربعين ساعة على جنوب لبنان، إلا أن إسرائيل لا يمكنها أن توافق على وقف فوري لإطلاق النار وكانت إسرائيل قد وافقت على وقف غاراتها الجوية على جنوب لبنان خلال الثمانية والأربعين ساعة القادمة من أجل إجراء تحقيق في مجزرة قانا 2006 التي وأسفرت عن مقتل أكثر من 60 مدنيا لبنانيا. (بي بي سي) - اختطف مسلحون يرتدون زي الشرطة العراقية 25 موظفا في منطقة تجارية في بغداد، وذلك حسبما قال مسؤولون بوزارة الداخلية العراقية وقام المسلحون، الذين جاؤا على متن 15 سيارة، بمحاصرة العاملين في شركة للهواتف النقالة وعملائها في حي عرسات التجاري ببغداد. (بي بي سي) - لقي خمسة من عناصر الشرطة الأفغانية مصرعهم بانفجار قنبلة في مسجد شرقي أفغانستان، وذلك تزامناً مع تولي قوات حلف شمال الأطلسي "ناتو" مهام قيادة القوات المتعددة الجنسيات في جنوبي البلاد الاثنين، ليبدأ الحلف أولى عملياته القتالية البرية. وقال مصدر أمني إن مجهولون زرعوا قنبلة في سيارة الشرطة، أثناء توقفها في ساحة المسجد. -(سي إن إن) - فيلم عمارة يعقوبيان ونور الشريف وعادل إمام يحصدون جوائز معهد العالم العربي للفيلم التسجيلي الطويل في باريس وتركيز الفنان نور الشريف على التضامن مع لبنان وفلسطين عندما صعد إلى المنصة ليتسلم جائز أفضل ممثل.-(سي إن إن) |     |       |      |      |
| 31 يوليو 2006 (الإثنين) | عدل | تاريخ | راقب | تصفح |